# Gorun, Dobrici
Gorun (în bulgară Горун, în română Sarî-Meșe și Unirea) este un sat în partea de nord-est a Bulgariei. Aparține de Obștina Șabla, Regiunea Dobrici, Dobrogea de Sud.
Între anii 1913-1940 a făcut parte din plasa Balcic a județului Caliacra, România.

## Demografie
Componența etnică a satului Gorun
     Turci (5,49%)
     Bulgari (85,71%)
     Nicio identificare (4,39%)
     Altele (4,39%)
La recensământul din 2011, populația satului Gorun era de 91 locuitori. Din punct de vedere etnic, majoritatea locuitorilor (85,71%) erau bulgari, cu o minoritate de turci (5,49%). Pentru 4,39% din locuitori nu este cunoscută apartenența etnică.